# جوزپه پیترو باگتی

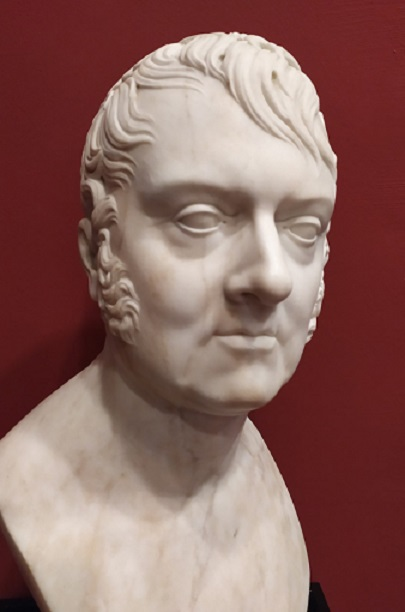
مجسمه نیم‌تنه توسط جاکومو اسپلا در آکادمی آلبرتینا

جوزپه پیترو باگتی (به ایتالیایی: Giuseppe Pietro Bagetti، زاده ۱۴ آوریل ۱۷۶۴ – درگذشته ۲۹ آوریل ۱۸۳۱) یک طراح مدنی و نظامی ایتالیایی و همچنین نقاش بود. او مناظر و نقاشی‌های میدان‌های نبرد و جنگ را می‌کشید.

## زندگی‌نامه
او در تورین به دنیا آمد. او ابتدا در کنسرواتوار تورین زیرنظر برناردینو اوتانی موسیقی خواند و نقاشی را نزد پیترو جاکومو پالمیری (۱۷۲۷–۱۸۰۴) آموخت. باگتی در سال ۱۷۸۲ به‌عنوان طراح برای دانشگاه سلطنتی انتخاب شد و شروع به نقاشی مکان‌های ساحلی با آبرنگ کرد. در سال ۱۷۹۲، او شروع به تدریس طراحی توپوگرافی در آکادمی سلطنتی کرد. در سال ۱۷۹۲، او دو صحنه نبرد از جنگ اخیر بین پادشاهی ساردینیا و جمهوری نخست فرانسه ترسیم کرد: (Veduta di Saorgio و Veduta del campo di Brois nel contado di Nizza). در سال ۱۷۹۳، پادشاه ویکتور آمادیوس سوم او را طراح vedute e paesi برای پادشاهی نامید.

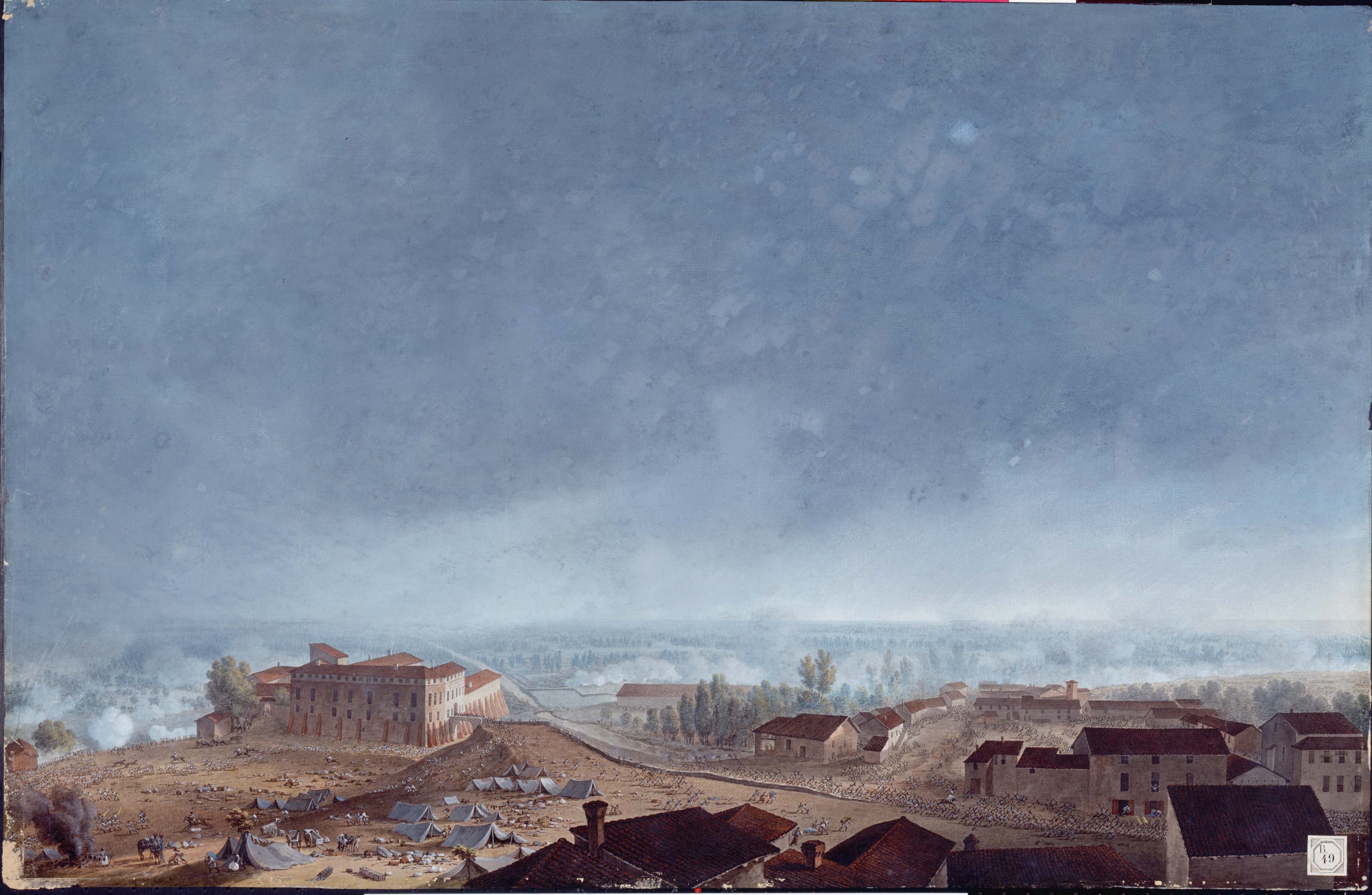
نبرد فومبیو اثر باگتی

وی در سال ۱۷۹۸ به پاریس سفر کرد. او همان کار خود را برای حاکمان ناپلئونی نیز ادامه داد، ازجمله نقشه‌های نبرد در نبرد مارنگو، سفر با ارتش فرانسه به شمال ایتالیا، و بعداً در آلمان و روسیه. از سال ۱۸۰۷ تا ۱۸۱۵، او یک نقشه‌کش جغرافیا برای دولت ناپلئون بود. او مدال لژیون دونور را برای «Veduta d’Italia dalle Alpi» دریافت کرد.

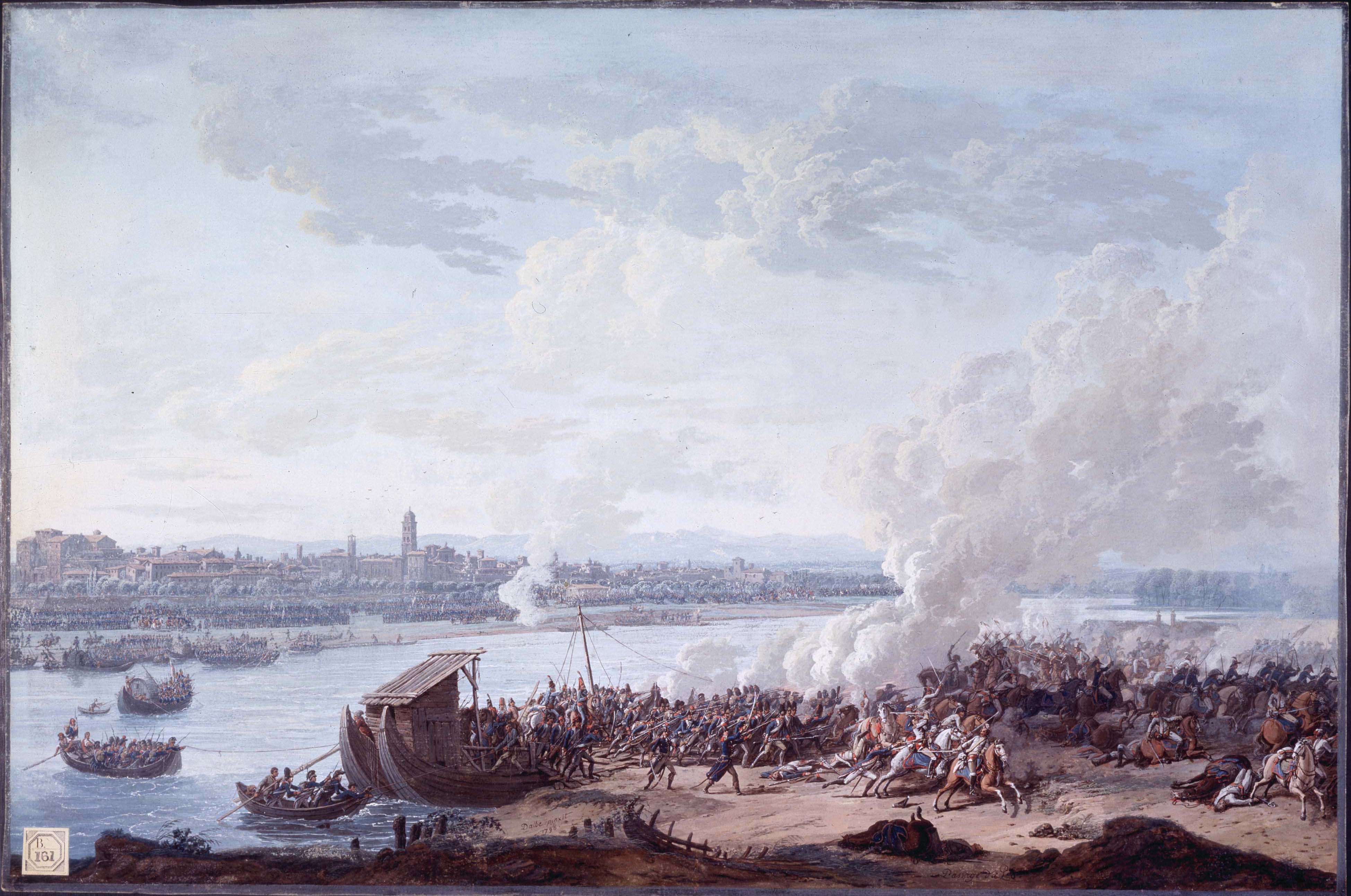
«فرانسوی‌ها از رودخانه پو در پیاچنزا می‌گذرند»، اثر جوزپه پیترو باگتی، ۱۸۰۳

با سقوط ناپلئون، او دوباره پست خود را به‌عنوان استاد در آکادمی سلطنتی هنرهای زیبا (آکادمی آلبرتینا) به‌دست‌آورد و بازگشت دودمان ساوی را با نقاشی‌هایی جشن گرفت که «ورود ویتوریو امانوئل اول به تورین» در ۲۰ مه ۱۸۱۴ و «ورود ملکه ماریا ترزا به بندر جنوآ» در ۲۲ اوت ۱۸۱۵ آن را به تصویر می‌کشد. او در ادامه برای کاخ سلطنتی نقاشی کشید، ۳۲ نقاشی از نبردها، که بسیاری از وقایع اولین لشکرکشی در ایتالیا توسط ناپلئون، ازجمله نبرد کاراسون را به تصویر کشید. به‌دنبال سفارش دوک جنوا، و کارلو فلیس، پادشاه آینده ساردینیا در سال ۱۸۲۰، باگتی چندین منظره تخیلی را نیز نقاشی کرد. در این آثار، او توانایی خود را برای نمایش با جزئیات عالی پدیده‌های طبیعی، ازجمله ویژگی‌های گیاه‌شناسی و زمین‌شناسی آنها را به نمایش گذاشت. توسط پادشاهان ایتالیایی به او و نشان قدیس موریس و لازاروس و نشان ساوی اعطا شد. جووانی باتیستا د گوبرناتیس ازجمله حکاکی‌هایی که آنها را تحت‌تأثیر او قرار داد، بودند. او در ۲۹ آوریل ۱۸۳۱ در تورین درگذشت.